# Loxigilla noctis
Sementeiro-de-garganta-ruiva ou papa-capim-das-pequenas-antilhas (Loxigilla noctis) é uma espécie de ave da família Emberizidae.
Pode ser encontrada nos seguintes países e territórios: Anguila, Antiga e Barbuda, Barbados, Dominica, Granada, Guadalupe, Ilha de São Martinho, Ilhas Virgens Britânicas, Ilhas Virgens Americanas, Martinica, Monserrate, Países Baixos Caribenhos, Santa Lúcia, São Cristóvão e Neves e São Vicente e Granadinas.
Os seus habitats naturais são: florestas secas tropicais ou subtropicais , florestas subtropicais ou tropicais húmidas de baixa altitude e florestas secundárias altamente degradadas.